# Porte romane di Susa
Le porte romane di Susa sono i resti delle porte di accesso romane  alla città di Segusio, attuale Susa, capoluogo dell'omonima Valle in Provincia di Torino. Risalenti al III-IV secolo, si aprono nelle mura romane di Susa e i loro resti sono visibili in tre punti della cittadina: a ovest, ove vi è il manufatto quasi completamente conservato denominato Porta Savoia, sul lato sud-ovest dove si conserva un ulteriore resto di porta nella cerchia romana, detta Porta di Francia ed a est, ove si trova una delle torri laterali della Porta di Piemonte. Essendo Susa un importante crocevia dell'antica strada delle Gallie prima e della Via Francigena poi, i nomi delle porte derivano dalle tre diverse regioni cui danno accesso: nella direzione del Nord Europa, la Savoia (che a sua volta collegava alla Francia settentrionale e alla Germania occidentale) tramite il Colle del Moncenisio, nella direzione dell'Europa del Sud-Ovest la Francia  meridionale tramite il Colle del Monginevro e nella direzione dell'Italia, il Piemonte.

## Porta Savoia
La Porta, ottimamente conservata ed anche chiamata “del Paradiso” a causa della vicina collocazione del cimitero della Cattedrale di San Giusto, deve il suo toponimo principale alla regione transalpina verso cui dà accesso tramite il Colle del Moncenisio, la Savoia appunto. Nel tardo medioevo, epoca in cui la Porta venne utilizzata come struttura fortificata, l'accesso venne spostato nella cosiddetta Porta Merchati, sita tra la Porta Savoia e il complesso canonicale dell'antica chiesa di Santa Maria Maggiore.

## Porta di Piemonte

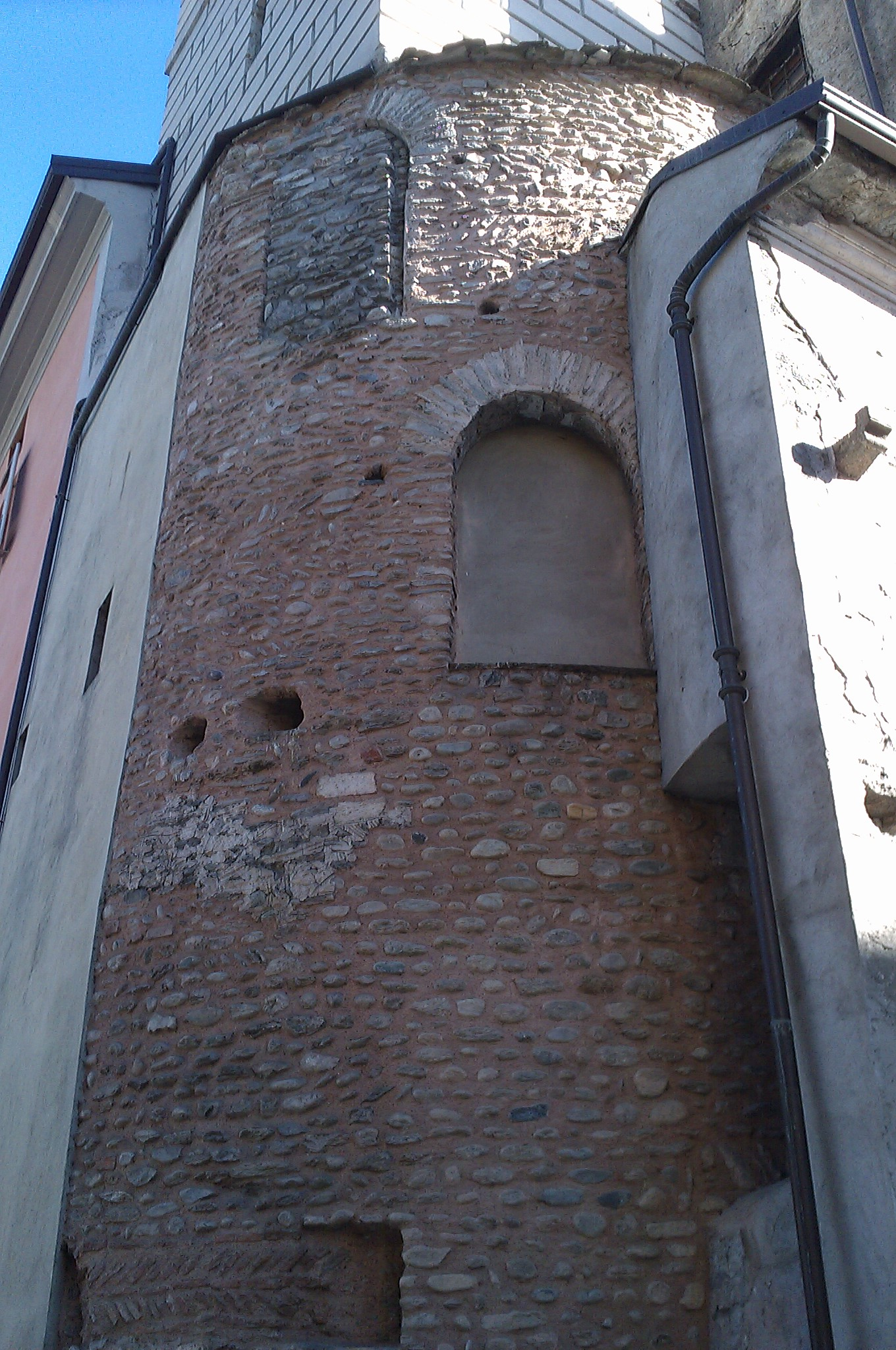
Susa, resti della porta romana orientale

Detta nel Medioevo Porta merceriarum dalla sua collocazione nei pressi di edifici utilizzati quali magazzini dei mercanti che facevano base a Susa prima di oltrepassare il Moncenisio, o anche "di Piemonte", dando accesso alla strada a oriente della città diretta verso Torino e la pianura, conserva una delle due torri cilindriche, identica come fattura a Porta Savoia. Situata nella odierna Piazza Trento, si affacciava sulla conoide del Rio Gelassa. Il resto di una delle due torri ancora visibile oggi, alto circa tre piani e sostegno dell'attuale torre civica di Susa, è stato riscoperto negli anni '90 demolendo un avancorpo settecentesco. Aderente alla Porta, rimane l'ottima architettura gotica della Casa de Bartolomei, appartenente dalla famiglia di Enrico da Susa, il Cardinale ostiense ricordato da Dante Alighieri nel Paradiso.

## Porta di Francia
Conosciuta nell'antichità come Porta pedis castri ed anche Porta Castello, si imposta da un lato sulle Mura romane di Susa e dall'altro sullo spigolo meridionale del Castello della Contessa Adelaide, antico caposaldo del sistema fortificato cittadino.